# Superman's Song
"Superman's Song" é o primeiro single da banda Crash Test Dummies, do álbum The Ghosts That Haunt Me, lançado em 1991.

## Regravações
- A canção ganhou uma nova roupagem ao ser regravada pela cantora Lucy Wainwright Roche, em seu segundo EP 8 More.
- Superman's Song também ganhou um cover de Nataly Dawn.

## Análise da Letra
Brad Roberts, o compositor da música, afirmou que "Superman's Song" é uma "análise da filosofia política" e que a forma como a canção foi escrita aliviou um pouco da seriedade do tópico. Ele explicou o significado da música em uma entrevista de 1992:
A frase "Hey Bob" é uma referência ao baixista Robert Mitchell.

## Videoclipe
O videoclipe da música foi dirigido por Dale Heslip e apresenta a banda cantando em um funeral para o Superman, com a presença de vários super-heróis, já em idades avançadas. Alguns dos retratados são a Mulher-Maravilha, o Besouro Verde, e possivelmente o Lanterna Verde (Alan Scott).
Este videoclipe foi agraciado com um MuchMusic Video Award de Melhor Videoclipe em 1991.

## Desempenho nas Paradas Musicais
| Parada                   | Posição |
| ------------------------ | ------- |
| ARIA                     | 87      |
| (RPM Top Singles)        | 4       |
| (RPM Adult Contemporary) | 3       |
| Billboard Hot 100        | 56      |

| Parada                   | Posição |
| ------------------------ | ------- |
| (RPM Top Singles)        | 27      |
| (RPM Adult Contemporary) | 19      |